# Дибензилкетон
Дибензилкетон — 1.3-дифенилпропан-2-он, представляет собой органическое соединение, состоящее из двух бензильных групп, прикрепленных к карбонильной группе. Изучением химических свойств этого вещества занималась  Вера Евстафьевна Попова

## Применение
Карбонильный атом кислорода обладает слабыми электрофильными свойствами, а фенильные группы имеют нуклеофильные свойства.

1)  Вера Евстафьевна Попова получила дибензилметил из дибензилкетона, через побочное соединение - дибензилкарбинол, вторичный ароматический спирт.

2) Конденсация с бензальдегидом. 

3) Двойная альдольная конденсация с 1,4-фенилбутан-2,3-дионом. Продукт реакции: тетрафенилциклопентандиенон

## Получение
Каталитическая кетонизация фенилуксусной кислоты над закисью Марганца дает дибензилкетон.